# 응곡중학교
응곡중학교(鷹谷中學校)는 대한민국 경기도 시흥시 장곡동에 있는 공립 중학교이다.

## 학교 연혁
- 2007년 4월 5일 : 설립인가
- 2007년 4월 30일 : 학교건물 및 시설 착공
- 2008년 2월 29일 : 학교건물 및 시설 준공
- 2008년 3월 1일 : 응곡중학교 7학급 개교(완성 24학급 예정)
- 2008년 3월 1일 : 초대 곽근성 교장 취임
- 2008년 3월 3일 : 제1회 신입생 입학식 254명 (남 119명, 여 135명)
- 2023년 9월 1일 : 제7대 김은조 교장 취임
- 2024년 1월 5일 : 제14회 졸업식 205명
- 2024년 3월 4일 : 제17호 신입생 입학식(남 115명, 여 115명)

## 참고 자료
- 응곡중학교 - 한국교육학술정보원 학교알리미